# Pascal Demurger
Cet article peut avoir été édité par une personne ayant un lien étroit avec son sujet ; il faut le réécrire dans un article avec un point de vue neutre. Si vous êtes étroitement lié au sujet de cet article, veuillez le déclarer sur sa page de discussion. (juin 2023)
Pour les articles homonymes, voir Demurger.
Pascal Demurger, né le 15 octobre 1964 à Thizy dans le Rhône, est un dirigeant d’entreprise français. Il prend la direction de la Mutuelle assurance des instituteurs de France (MAIF) en 2009.

## Biographie

### Formation
Pascal Demurger obtient un baccalauréat technologique.
Par la suite, il intègre l’École nationale d'administration dans la promotion Victor Schœlcher (1996).

### Direction de la Maif
Pascal Demurger quitte la fonction publique (direction du budget au ministère de l’Économie et des Finances) pour rejoindre en septembre 2002, l’assurance Maif en qualité de conseiller du président. Il évolue à différents postes au sein du groupe avant d’être nommé directeur de l’entreprise en 2009, sous l’autorité du président-directeur général.
Il devient directeur général de la MAIF en 2016 lorsque la mutuelle sépare les postes de président du conseil d'administration et de directeur général.
En 2018, il soutient publiquement le dispositif de « société à mission » envisagé par la Loi Pacte, à rebours des positions d’une grande partie du patronat,. À la fin de l’année, il présente un nouveau plan stratégique 2019-2022 Engagés pour demain visant à orienter l’activité et les projets de la MAIF d’abord en considération de leurs impacts sur les parties prenantes de l’entreprise, la société et l’environnement. La MAIF s'engage à devenir une « entreprise à mission,.

### Autres activités
En juillet 2014, Pascal Demurger est élu président du Groupement des entreprises mutuelles d’assurance (GEMA) et vice-président de l’Association française de l’assurance (AFA). Il œuvre alors au regroupement des trois familles mutualistes existantes (GEMA, FFSAM et ROAM) au sein de l'Association des assureurs mutualistes (AAM) dont il est élu président à sa création en mai 2016. Avec Bernard Spitz, son homologue à la Fédération française des sociétés d'assurances (FFSA), il impulse la construction d'un syndicat professionnel de l'assurance unifié, la Fédération française de l'assurance. Il en est nommé vice-président lors de sa mise en place en juillet 2016. Trois ans après la mise en place de l’AAM et de la FFA, il annonce en avril 2019 sa décision de ne pas briguer de nouveau mandat.

### Autres mandats
- Président d’Altima Assurances,
- Administrateur de MAIF Vie,
- Membre du Conseil de surveillance IMA (Inter mutuelles assistance),
- Membre du Conseil stratégique de l'Ecole de management et d'innovation de Sciences Po Paris,
- Membre du Conseil d'administration de la Fondation de l'Université Paris Nanterre.
- Co-président du Mouvement Impact France[13] (élu en mai 2023 en binôme avec Julia Faure)

## Controverse
En 2023, la rémunération du Directeur général de la Maif, Pascal Demurger, à 55 000 Euros brut mensuel est en contradiction avec les grandes orientations du Mouvement Impact France (MIF) et de l'Économie sociale et solidaire, il ne répond pas au critère d'agrément des Entreprises solidaire d'utilité sociale (Esus) limitant l'écart à 10 fois le SMIC. Ce salaire équivaut à 30 fois le SMIC, et plus de 20 fois le salaire minimum de la Maif.

## Distinctions
En 2014, il est élu personnalité de l’année par les Trophées de l’assurance.
Début 2016, il reçoit le prix de l’Assureur de l’année 2015.
En octobre 2018, le Business & Legal Forum lui remet la « Plume d’argent de l’Économie et du Droit » (catégorie presse généraliste) pour sa tribune sur le rôle de l’entreprise publiée dans le journal Le Monde en février 2018.
En 2019, il est à nouveau élu personnalité de l'année par les Trophées de l'assurance.
En novembre 2019, Pascal Demurger reçoit le prix Chaptal des Arts économiques, décerné par la Société d'encouragement pour l'industrie nationale. Celle-ci récompense les entrepreneurs français « animés par l’intelligence du développement économique, par l’esprit de conquête des marchés et par l’humanisme ».
En décembre 2021, Pascal Demurger reçoit le prix du Leadership de l’année, décerné par le Cercle du Leadership, en partenariat avec Challenges.
- Chevalier de l'ordre national du Mérite (2022)

## Publications
- L’entreprise du XXIe siècle sera politique ou ne sera plus, Pascal Demurger, Éditions de l’Aube, juin 2019 (préface de Nicolas Hulot).
- L’urgence du temps long. Un nouveau rapport État/entreprises pour une prospérité durable, Fondation Jean Jaurès, janvier 2022